# Chondracanthus colligens
Chondracanthus colligens – gatunek widłonoga z rodziny Chondracanthidae. Nazwa naukowa tego gatunku skorupiaków została opublikowana w 1955 roku przez południowoafrykańskiego zoologa Keppela Harcourta Barnarda (1887–1964).